# عبد الحفيظ (اسم)
عبد الحفيظ هو اسم عربي يطلق على الذكور، وهو مستخدم في العهد الحديث كإسم وكلقب. وهو مكون من جزأين «عبد» و «الحفيظ». الحفيظ وهي اسم من اسماء الله الحسنى المذكورة في القرآن الكريم.
الأشخاص المسمون بعبد الحفيظ (اسم أو لقب):
- عبد الحفيظ بن الحسن (1873–1937)، سلطان المغرب.
- عثمان عبد الحفيظ (1917–1958)، مبارز مصري.
- عبد الحفيظ بوصوف (1926-1980)، سياسي جزائري.
- عبد الحفيظ تاسفاوت (مواليد 1969)، لاعب كرة قدم جزائري.
- عبد الحفيظ بن شبلة (مواليد 1986)، ملاكم جزائري.
- عبد الحفيظ الزليطني، سياسي ليبي.